# Dorothy Estrada-Tanck
Dorothy Estrada-Tanck (* 1975 oder 1976) ist eine mexikanische Juristin, Professorin für Internationales Recht und Internationale Beziehungen und Menschenrechtsexpertin.

## Herkunft und Ausbildung
Dorothy Estrada-Tanck studierte Jura an der Escuela Libre de Derecho in Mexiko-Stadt, an der London School of Economics and Political Science erwarb sie 2001 einen Master in Politikwissenschaften. 2009 bis 2013 promovierte sie am European University Institute in Fiesole in Rechtswissenschaften. Ihre Dissertation trug den Titel Human security and human rights under international law: reinforcing protection in the context of structural vulnerability.

## Karriere
Von 2002 bis 2005 arbeitete Estrada-Tanck im mexikanischen Außenministerium als Leiterin der Abteilung für multilaterale Angelegenheiten und Menschenrechte.
2006 arbeitete sie für das Büro des UN-Hochkommissars für Menschenrechte in Genf, ihre Forschungsergebnisse flossen in den Report über die Menschenrechtssituation bei den Indigene Völkern der südmexikanischen Region Oaxaca ein.
Von 2007 bis 2009 arbeitete sie bei der mexikanischen Menschenrechtskommission als Direktorin für Forschung, internationale Entwicklung mit einem Schwerpunkt für Menschenrechtsverletzung in Justizsystemen. Nach ihrer Promotion war sie von 2014 bis 2016 in Mexiko als nationale Ausbilderin für das Case Matrix Network verantwortlich.
Sie ist seit 2017 Professorin für Internationales Recht und Internationale Beziehungen an der juristischen Fakultät der südostspanischen Universität Murcia und Co-Direktorin der Clínica Jurídica. Schwerpunkte ihrer wissenschaftlichen Arbeit sind Menschenrechte, Frauenrechte, Geschlechtergerechtigkeit, Migrationsrecht, Behindertenrechte, Indigenenrechte und soziale Rechte.

## Sonstige Aufgaben
- 2022 Gastprofessorin an der Universität Boston
- 2020 war sie Visiting Fellow des Human Rights Program an der Harvard Law School.
- 2017 Anwaltstätigkeit in Menschenrechts-, Migrationsrechts- und Flüchtlingsrechtsfragen für die NGO Fundación Cepaim
- Lehr- und Forschungsaufenthalte u. a. an der mexikanischen Universidad Iberoamericana in Mexiko, der Fordham School of Law in New York, der IE Law School, der ICADE in Madrid, am Centre for Human Rights and Legal Pluralism der juristischen Fakultät der McGill University in Montreal als O’Brien Fellow in Residence[2]

## Ehrenamtliche Tätigkeit
2020 wurde Dorothy Estrada-Tanck in die UN-Arbeitsgruppe zur Diskriminierung von Frauen und Mädchen berufen, zu deren Vorsitzende sie gewählt wurde. Das Gremium berichtet regelmäßig vor dem UN-Menschenrechtsrat.
Als herausforderndsten Aspekt dieser Tätigkeit bezeichnet sie, aus erster Hand zu erfahren, welchen Gefahren Frauen und Mädchen, die sich für die Menschenrechte einsetzen, in unterschiedlichem Ausmaß in so vielen Ländern und Regionen ausgesetzt seien, darunter Afghanistan, der Ukraine, dem Iran, Äthiopien, dem Jemen, Lateinamerika, dem Nahen Osten und Europa. Die wichtigste Erfahrung bestehe darin, von der Hoffnung, dem entschlossenen Engagement und der großzügigen Hingabe zu lernen, die sie an den Tag legen, um die Menschenrechte von Frauen und Mädchen in einer Zeit des Gender-Backlash, antidemokratischer Bewegungen und des Abbaus von zivilen Räumen und Rechtsstaatlichkeit zu verteidigen.

## Auszeichnungen
- 2017 Best Book Award der Inter-American Bar Association in Washington, D.C.

## Publikationen (Auswahl)
- The Protections Offered to Persons Confronting Structural Vulnerability, Oxford, 2016 ISBN 978-1-5099-0238-5
- mit Irene Vázquez Serrano: Decisiones de los órganos judiciales españoles en materia de Derecho internacional público in Anuario español de derecho internacional, Nº. 38, 2022, Seiten 525–610
- La situación de los derechos humanos en el conflicto de Nagorno-Karabaj. Una visión desde los mecanismos de protección de Naciones Unidas in UNISCI Journal, Nº. 57, 2021
- Acceso a la Justicia y pueblos indígenas en el Derecho Internacional Público: el caso de México in Anales de derecho, Vol. 36, Nº 1, 2018
- Los derechos humanos al agua y al saneamiento: una visión desde el Derecho Internacional, Europeo y Español in Anuario español de derecho internacional, Nº 33, 2017, Seiten 229–268